# Maatschappij tot exploitatie van autobussen en autobusondernemingen
De N.V. Maatschappij tot exploitatie van autobussen en autobusondernemingen (MEA) was een autobusonderneming die in 1924 werd opgericht door de Zaanse garagehouders Fonteyn, Gesink, Kaat en Wezel, en Zwart. De MEA onderhield tot 1953 een geregelde openbare busdienst in de Zaanstreek. Daarbij was de grootste concurrent de Omnibusmaatschappij Zaanland. Deze laatste had blauwe bussen, de MEA had rode bussen.
In 1953 werd de MEA overgenomen door de steeds sterker wordende ENHABO, dat op zijn beurt in 1969 grotendeels werd overgenomen door de gemeente Amsterdam (80%) en de gemeente Zaandam (20%). In 1991 werd de in surseance van betaling verkerende ENHABO overgenomen door de NZH en ging in 1999 op in Connexxion. Toch heeft het Amsterdamse GVB nog een bedrijfsonderdeel MEA B.V. als overblijfsel hiervan, waar de niet-openbare vervoersactiviteiten zijn ondergebracht (zoals de Stadsmobiel) en dat een belang heeft in Trans Link Systems